# 2238 Стешенко
2238 Стешенко (2238 Steshenko) — астероїд головного поясу, відкритий 11 вересня 1972 року.
Тіссеранів параметр щодо Юпітера — 3,209.